# AsiaSat 7
O AsiaSat 7 (também conhecido por Thaicom 6A, antigo AsiaSat 5S) é um satélite de comunicação geoestacionário construído pela Space Systems/Loral (SS/L). Ele está localizado na posição orbital de 105,5 graus de longitude leste e é operado pela AsiaSat. O satélite foi baseado na plataforma LS-1300LL e sua expectativa de vida útil é de 15 anos.

## História
A Space Systems/Loral (SS/L) anunciou em maio de 2009, que a empresa foi selecionada para fornecer um novo satélite de comunicações, chamado de AsiaSat 5C, para a Asia Satellite Telecommunications Company Limited (AsiaSat). No início de 2010, o satélite foi rebatizado AsiaSat 7. Ele serve como um backup para o satélite AsiaSat 5.
O AsiSat 7 está sendo usado temporariamente pela Thaicom sob o nome Thaicom 6A até o lançamento do satélite Thaicom 6.

## Lançamento
O satélite foi lançado com sucesso ao espaço no dia 25 de novembro de 2011 às 19:10 UTC, por meio de um veículo Proton-M/Briz-M a partir do Cosmódromo de Baikonur, no Cazaquistão. Ele tinha uma massa de lançamento de 3760 kg.

## Capacidade e cobertura
O AsiaSat 7 é equipado com 28 transponders em banda C e 17 em banda Ku e uma carga útil de banda Ka. O poder do seu feixe de banda C cobre toda a região da Ásia, Oriente Médio, Oceania e Ásia Central, com vigas de band Ku servindo o leste e o sul da Ásia. Ele deve servir como um substituto para o satélite AsiaSat 3S que começou a operar em 1999.